# Александру Йоан Лупаш
Александру Йоан Лупаш (рум. Alexandru Ioan Lupaş; *5 січня 1942, Арад — †14 серпня 2007, Сібіу, Румунія) — румунський математик, педагог, доктор філософії з математики. Професор університету «Лучіан Блага» в Сібіу.
Спеціаліст в області обчислювальної математики. Відомий, як математик, що довів Нерівність Швейцера.

## Біографія
У 1964 закінчив університет в Клуж-Напока. Потім був співробітником, пізніше головним науковим співробітником Математичного інституту Румунської академії в Клуж-Напока.
Під час роботи в інституті опублікував ряд чудових робіт, в тому числі «Some properties of the linear positive operators. I», « Approximationseigenschaften der Gammaoperatoren „, “ Some properties of the linear positive operators. II», «Two generalizations of the Meyer-König and Zeller operator» (1967).
Успішна робота Лупаша була відзначена стипендією імені Гумбольдта, що дозволило йому проводити дослідження в університетах Штутгарта і Тюбінгена, де він працював над докторською дисертацією під керівництвом Вернера Майер-Кеніга.
У 1972 в університеті Штутгарта здобув науковий ступінь доктора філософії з математики за дисертацію «Die Folge der Betaoperatoren». Після повернення на батьківщину в Клуж, зайнявся роботою над другою докторською дисертацією, що стала значним внеском у теорію інтегральних рівнянь.
У тому ж році був призначений викладачем в університеті міста Сібіу.
У 1971 опублікував роботу «On the approximation by linear operators of the class Sm», роком пізніше — «An integral inequality for convex functions».
Автор понад 100 наукових робіт, 6 науково-дослідних монографій і 10 навчальних посібників.